# Trégua de Focșani
A Trégua de Focşani (também conhecida como Armistício de Focşani; em romeno:  Armistițiul de la Focșani) foi um acordo que pôs fim às hostilidades entre a Romênia e as Potências Centrais na Primeira Guerra Mundial. O armistício foi assinado em 9 de dezembro de 1917 em Focşani, Romênia.[carece de fontes?]

## Antecedentes
A Romênia entrou na Primeira Guerra Mundial em agosto de 1916, invadindo a Áustria-Hungria, na tentativa de tomar a disputada província da Transilvânia. No entanto, a Alemanha lançou uma contra-ofensiva bem sucedida em setembro de 1916, capturando Bucareste e ocupando a maioria da Romênia até dezembro de 1916. O governo romeno foi forçado a retirar-se para Iasi, Moldávia, mas foi capaz de evitar um colapso completo, graças aos inúmeros reforços russos que foram enviados para a Moldávia para impedir uma invasão da Potências Centrais no sul da Rússia. 

## Trégua
Após a Revolução de Outubro de 1917, a Rússia entrou em guerra civil, e o governo russo começou a retirar as suas tropas da Romênia. Sob a direção de Leon Trotsky, uma delegação bolchevique liderada por Adolf Joffe começou a conduzir as negociações de paz dos russos com as Potências Centrais em Brest-Litovsk. Geograficamente exposto e sem apoio russo, o governo romeno foi posteriormente forçado a pedir a paz. 
A trégua resultante foi assinada em 9 de dezembro de 1917 em Focşani no rio Siret, que era o local da principal linha defensiva romena. O armistício encerrou as hostilidades romenas com a Alemanha, a Áustria-Hungria, a Bulgária e o Império Turco-Otomano.[carece de fontes?]

## Consequências
Embora os combates fossem encerrados, grande parte da Romênia permaneceu sob ocupação das Potências Centrais após a trégua. Em maio de 1918, o governo romeno assinou o Tratado de Bucareste, que exigiu que a Romênia cedesse a província de Dobruja e várias passagens nas montanhas dos Cárpatos, e concedesse vários privilégios econômicos para as Potências Centrais. 
Em 1919, as concessões territoriais da Romênia para a Alemanha foram renunciadas no Tratado de Versalhes. As concessões da Romênia para a Áustria-Hungria foram renunciadas no Tratado de Saint-Germain em 1919 e no Tratado de Trianon em 1920, enquanto as concessões para a Bulgária foram renunciadas no Tratado de Neuilly em 1919.[carece de fontes?]